# Vesiculomyces
Vesiculomyces är ett släkte av svampar. Enligt Catalogue of Life ingår Vesiculomyces i familjen Peniophoraceae, ordningen Russulales, klassen Agaricomycetes, divisionen basidiesvampar och riket svampar, men enligt Dyntaxa är tillhörigheten istället familjen Stereaceae, ordningen Russulales, klassen Agaricomycetes, divisionen basidiesvampar och riket svampar.
|               | Peniophora                                                                            |
|               |                                                                                       |
|               | Dendrophora                                                                           |
|               |                                                                                       |
|               | Gloiothele                                                                            |
|               |                                                                                       |
|               | Duportella                                                                            |
|               |                                                                                       |
| Vesiculomyces | \| \| Vesiculomyces epitheloides \| \| \| \| \| \| Vesiculomyces citrinus \| \| \| \| |
|               | \| \| Vesiculomyces epitheloides \| \| \| \| \| \| Vesiculomyces citrinus \| \| \| \| |
|               | Gloeocystidiopsis                                                                     |
|               |                                                                                       |
|               | Amylofungus                                                                           |
|               |                                                                                       |
|               | Metulodontia                                                                          |
|               |                                                                                       |
|               | Entomocorticium                                                                       |
|               |                                                                                       |
|               | Vesiculomyces epitheloides                                                            |
|               |                                                                                       |
|               | Vesiculomyces citrinus                                                                |
|               |                                                                                       |

|  | Vesiculomyces epitheloides |
|  |                            |
|  | Vesiculomyces citrinus     |
|  |                            |

## Källor

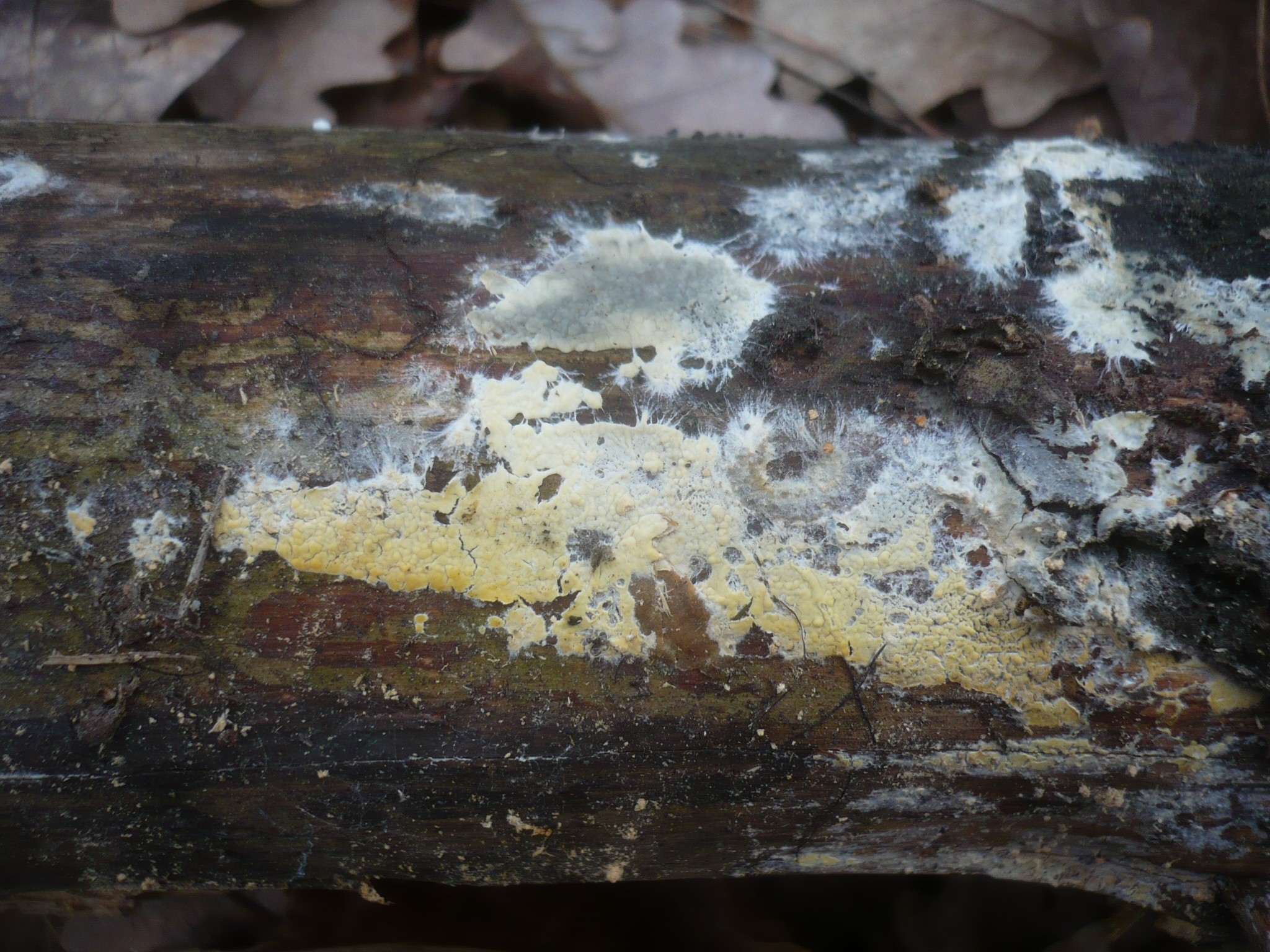
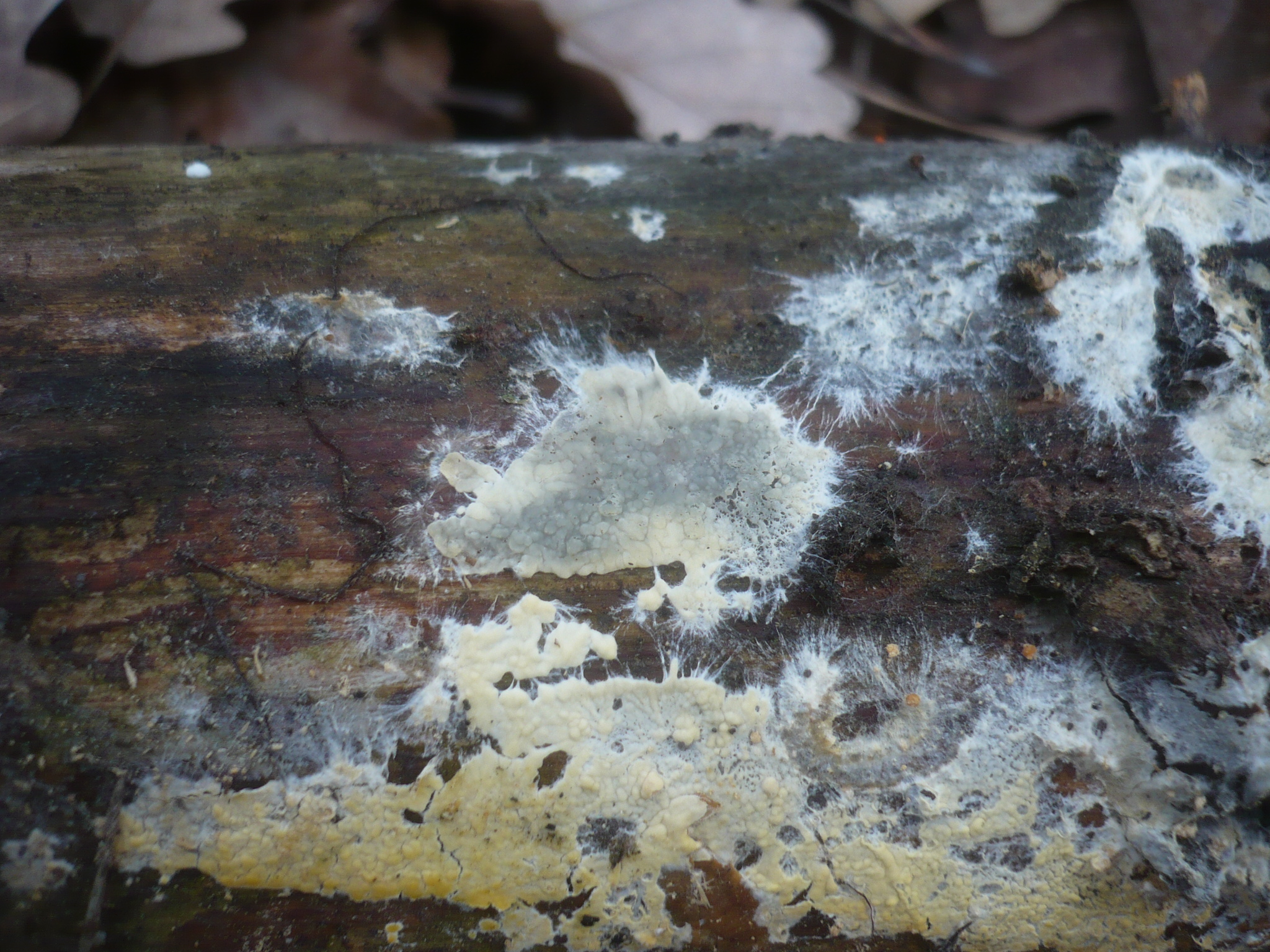
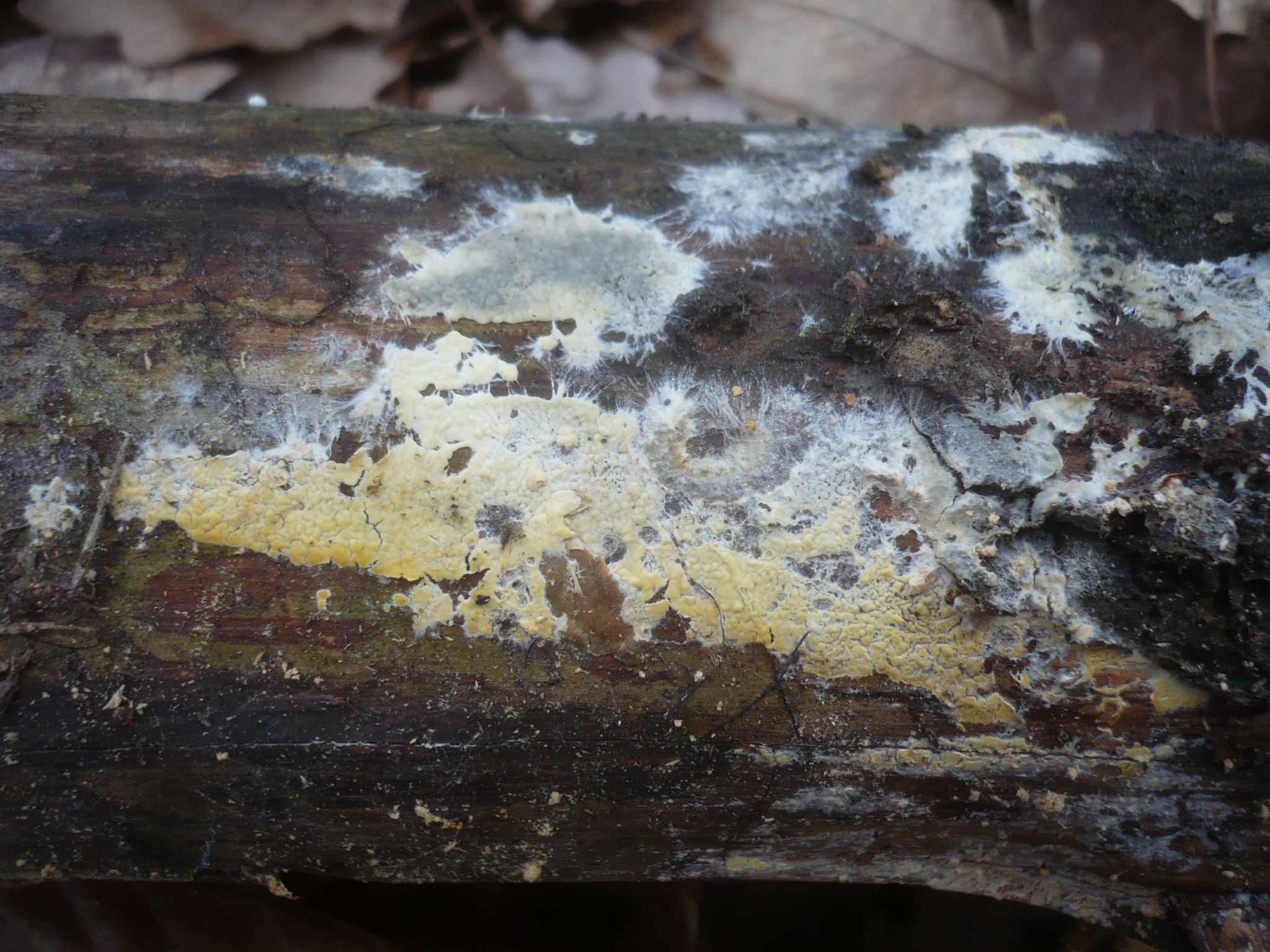
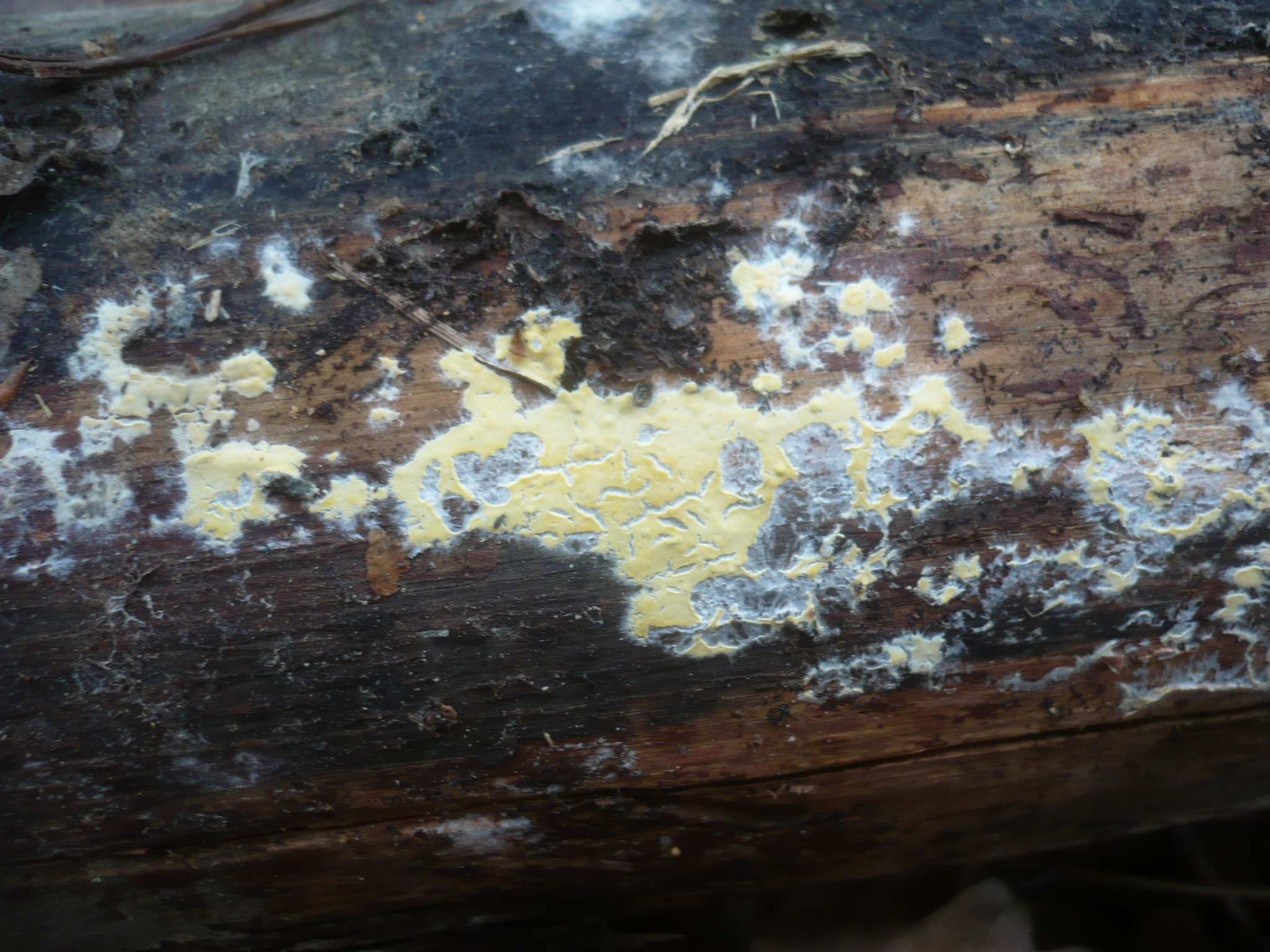
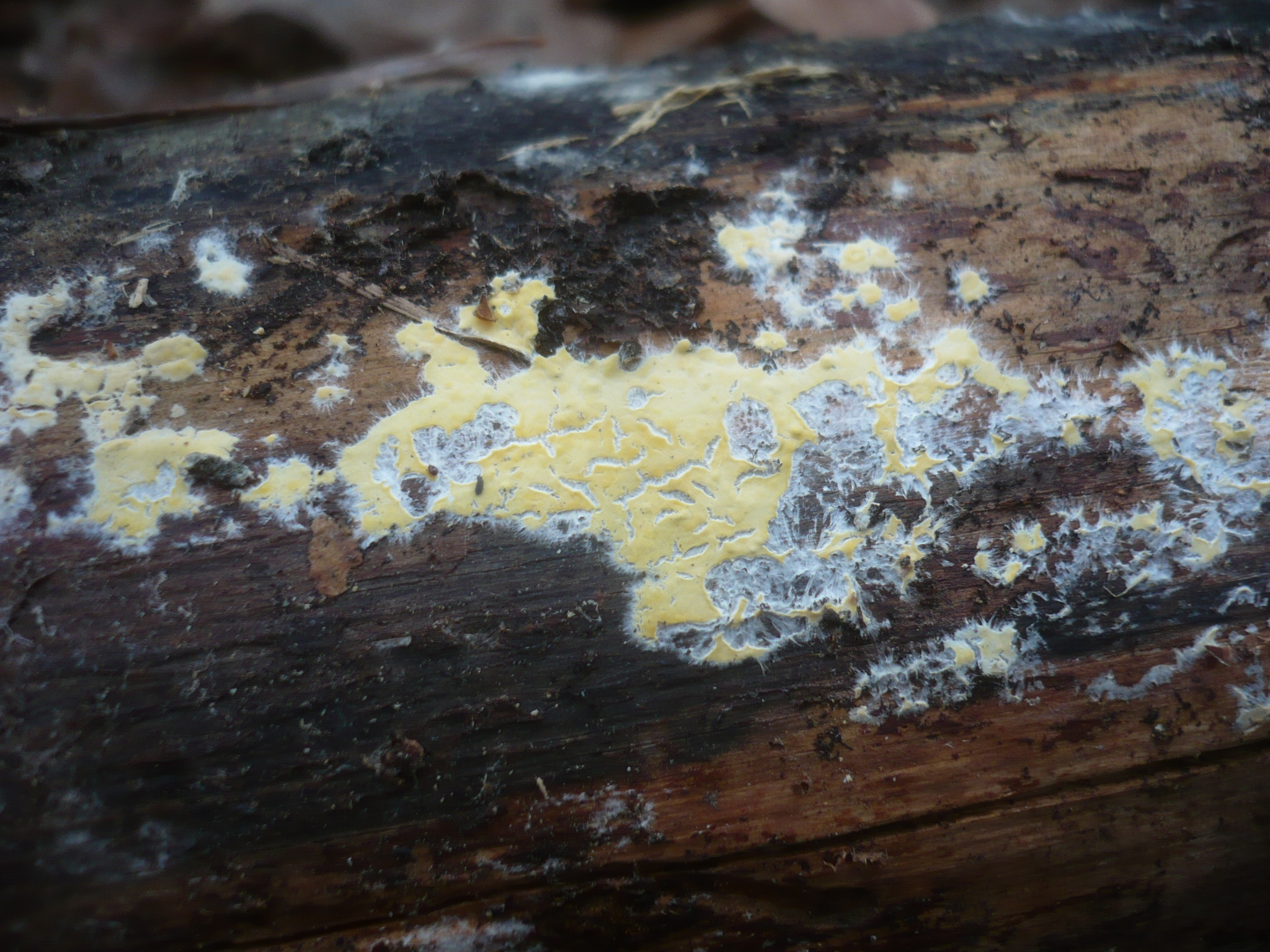
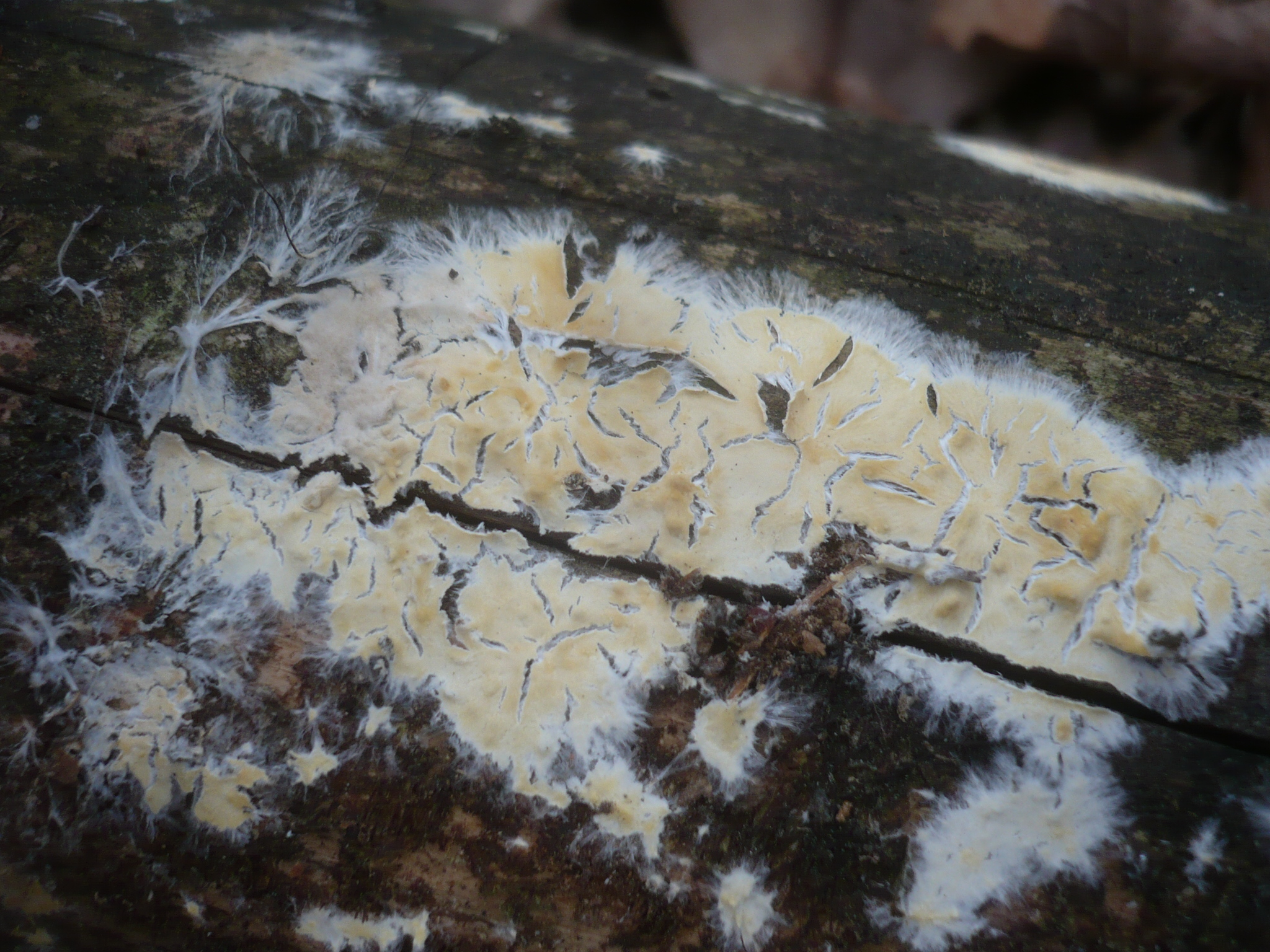
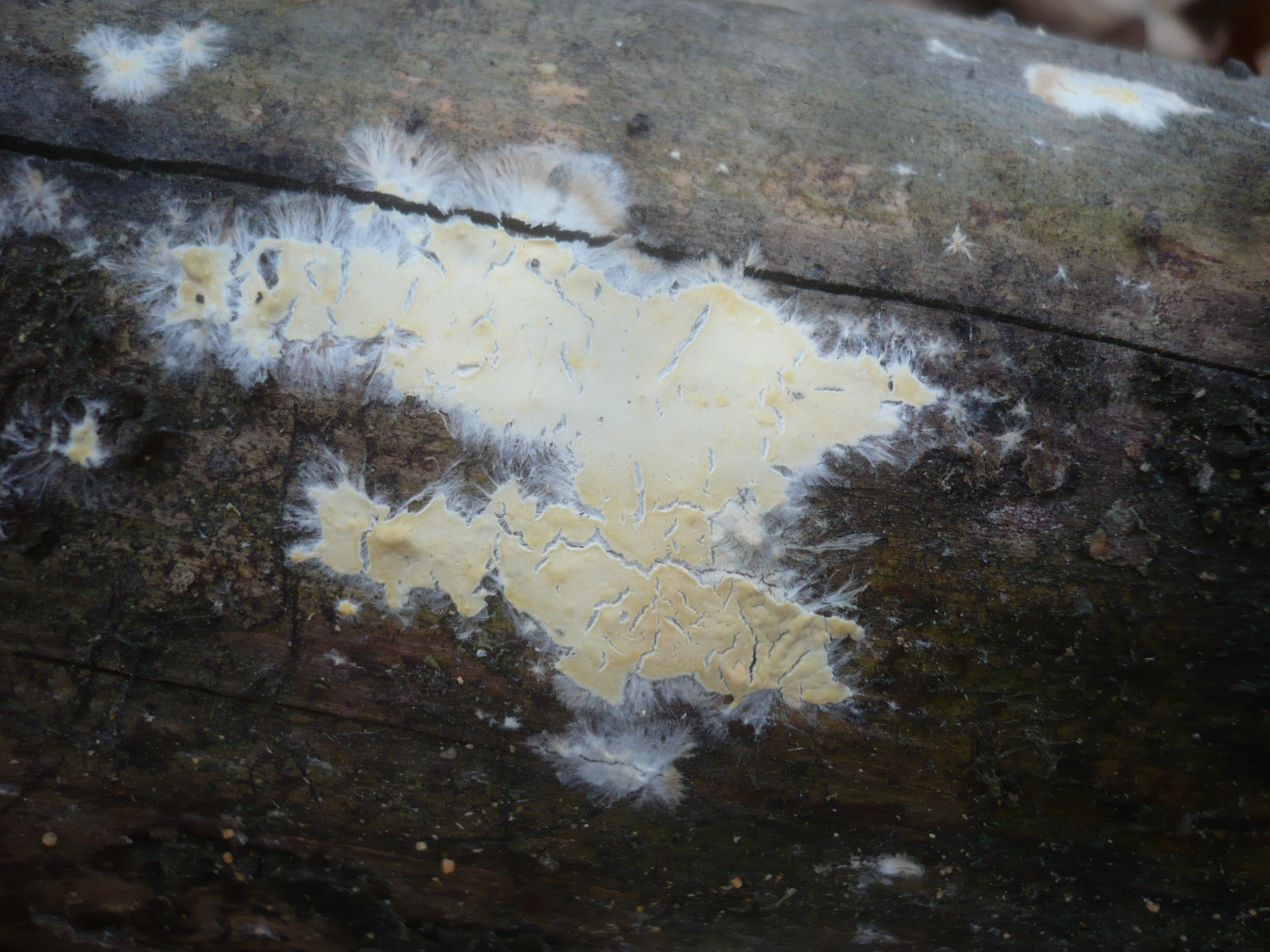